# Under dog (韓國男子團體)
Under dog（韓語：언더독），是2ABLE Company於2013年推出的男子組合，經過多次組員變動後，在2017年宣布解散，解散前成員包括Dal、Kain、Beakjin及Iro。

## 成員資料
| 成員                  |                |            |
| 藝名(本名)            | 出生日期及地點 | 隊內職務   |
| Dal (Park Young Seok) | 1991年6月2日 · | 歌唱       |
| Kain (Oh Sangwoo)     | 1994年1月5日 · | 隊長、饒舌 |
| Baekjin (Kim Do Hyun) | 1995年4月3日 · | 歌唱       |
| Iro                   |                | 饒舌       |